# Лазарєв (смт)
Ла́зарєв (рос. Лазарев) — селище міського типу у складі Ніколаєвського району Хабаровського краю, Росія. Адміністративний центр та єдиний населений пункт Лазарєвського міського поселення.

## Населення
Населення — 1308 осіб (2010; 1964 у 2002).